# Iwan Baliński
Iwan Martinowicz Baliński (pol. Jan Marcinowicz Baliński) (ur. 17 stycznia 1879 w Raczkach, zm. 3 maja 1927 w Kijowie) – ukraiński historyk i prawnik.

## Życiorys
Pochodził z drobnej polskiej szlachty, jego przodkowie na początku XIX wieku lub wcześniej przenieśli się na Podole i zamieszkali w majątku należącym do Branickich. Ojciec Iwana Marcin Baliński był schłopiałym szlachcicem bez majątku, nie posiadał dokumentów potwierdzających jego prawa szlacheckie, ponieważ utracił je wskutek oszustwa prawnego. Iwan przez rok uczył się w szkole wiejskiej, a następnie przez dwa lata w szkole parafialnej. Nauczyciel zalecił jego ojcu, aby nie inwestował w edukację syna, mimo to Marcin Baliński posłał syna do gimnazjum w Niemirowie. Aby móc się utrzymać Iwan udzielał korepetycji innym uczniom, mając 16 lat sam się utrzymywał, a nawet część zarobku wysyłał chorującemu ojcu. W 1895 rozpoczął naukę w kolegium Pawła Gałagana w Kijowie, ukończył je w 1899, a następnie rozpoczął studia historyczno-filologiczne na Cesarskim Uniwersytecie Kijowskim Świętego Włodzimierza. W 1901 zmarł na gruźlicę Marcin Baliński. Studia ukończył w 1904, otrzymał wówczas srebrny medal za pracę "Ustawodawstwo agrarne w Anglii w XVI wieku", niestety nie rokowała ona dalszej kariery naukowej, więc rozpoczął pracę nauczyciela historii. Na początku 1905 poślubił Elżbietę Radzimowską, we wrześniu tego samego roku urodził im się syn Borys (słynny entomolog), a w 1907 Siergiej.
W 1911 Iwan Baliński otrzymał propozycję pracy w kolegium Pawła Gałagana, którego sam był absolwentem. Po 1917 został wykładowcą na Uniwersytecie Kijowskim, a następnie pracował w administracji oświatowej w Kijowie i Odessie. W 1918 otrzymał stypendium naukowe Uniwersytetu Kijowskiego, rok później podjął pracę w Ukraińskiej Bibliotece Narodowej. Rok później został asystentem profesora i docentem na Wydziale Historii Uniwersytetu Kijowskiego. Od listopada 1921 był członkiem Komisji Badań nad Historią Zachodniorosyjskiego i Ukraińskiego Prawa w Ukraińskiej Akademii Nauk. W roku akademickim 1922/1923 piastował funkcję dziekana Instytutu konsularnego Stosunków Zagranicznych. Przez dwa kolejne lata 1925 i 1926 razem z rodziną odbył wycieczki piesze po Kaukazie, po powrocie jesienią 1926 ciężko zachorował. Podejrzewano nowotwór żołądka i mózgu, ale po śmierci w maju 1927 stwierdzono, że przyczyną zgonu było zapalenie opon mózgowych.

## Działalność naukowa
Prowadził badania nad prawem feudalnym na ziemiach ukraińskich, w 1926 opublikował pracę "Esej o historii feudalizmu i prawa feudalnego w Polsce, na Litwie i Ukrainie". Zdążył wydać drukiem pierwszą część przeglądu literatury na temat problemów polskiego feudalizmu, który do czasów obecnych jest nadal pracą naukową o istotnym znaczeniu naukowym. Pozostawił rękopis raportu z badań nad twórczością P. Winogradowa, który oczytano jesienią 1926 w towarzystwie Historycznym im. Nestora-Litopsa.